# Amerila nigricornis
Amerila nigricornis är en fjärilsart som beskrevs av Debauche 1938. Amerila nigricornis ingår i släktet Amerila och familjen björnspinnare. Inga underarter finns listade i Catalogue of Life.